# مغامرات في البرازيل
«مغامرات في البرازيل» بالنسخة الأصلية (بالإنجليزية: "Blame It on Lisa")‏ وتعني ألقِ اللوم على ليزا، ترجمت إلى الفرنسية بعنوان (بالفرنسية: "Aventures au Brésil")‏، هي الحلقة الخامسة عشرة من الموسم الثالث عشر من مسلسل كوميديا الموقف الأمريكي للرسوم المتحركة ذا سيمبسونز. تم بث الحلقة للمرة الأولى بتاريخ 31 مارس 2002 على شبكة فوكس في الولايات المتحدة.
في أطوار الحلقة، ترعى ليزا سيمبسون يتيماً برازيلياً اسمه رونالدو. وفجأة يغيب رونالدو ولم تتلقَ أي خبر عنه، فاتصلت بدار الأيتام التي ترعاه وأخبرتهم بأمر اختفائه. رحلت العائلة إلى البرازيل من أجل البحث عن رونالدو المختفي، ولكن أثناء البحث عنه في ريو دي جانيرو، اختُطف هومر. وطُلب من الأسرة دفع 50,000 دولار فديةً لإطلاق سراحه، اكتشفت ليزا أن رونالدو غادر دار الأيتام لأنه يعمل في مجال عروض الرقص الفنية، مرتديا لباس الفلامينجو في برنامج «تيلي بوبيس Teleboobies» للأطفال.
في آخر الحلقة التقى رونالدو عائلة سيمبسون وأعطاها 50,000 دولار للإفراج عن هومر.
كتب سيناريو الحلقة بوب بندتسون وأخرجت من طرف ستيفن دين مور، احتوت الحلقة على عدة إشارات إلى الثقافة الشعبية البرازيلية، بما في ذلك محاكاة ساخرة للمذيعة التلفزيونية الخاصة بالأطفال شوشا، وإشارة إلى فيلم رحلة إلى القمر لجورج ميلييس.
خلال البث الأصلي، شاهد الحلقة حوالي أحد عشر مليون أسرة. في 2010 تم نسخ الحلقة على أقراص دي في دي وبلو راي مع الحلقات الأخريات من الموسم الثالث عشر من هذه السلسلة. تفاعل مع الحلقة الجمهور الأمريكي بشكل كبير، بيد أن الحلقة لاقت بعض الانتقادات اللاذعة في البرازيل بسبب الكلام المبتذل والصور النمطية التي بثت عن البرازيل في الحلقة، بدعوى أنه تم الخلط بين الثقافة البرازيلية وثقافات بلدان أمريكا اللاتينية الأخرى. وقال مجلس ريو دي جانيرو للسياحة، أن الحلقة صورت المدينة كمأوى لأعلى معدلات الجريمة والخطف، والأحياء الفقيرة وتفشي الفئران والقرود، وهددت فوكس باتخاذ إجراءات قانونية، وبعد هذه الحملة من النقد اللاذع ضد محتوى الحلقة اعتذر جيمس بروكس -المنتج المنفذ للسلسلة- لمدينة ريو دي جانيرو.

## ملخص

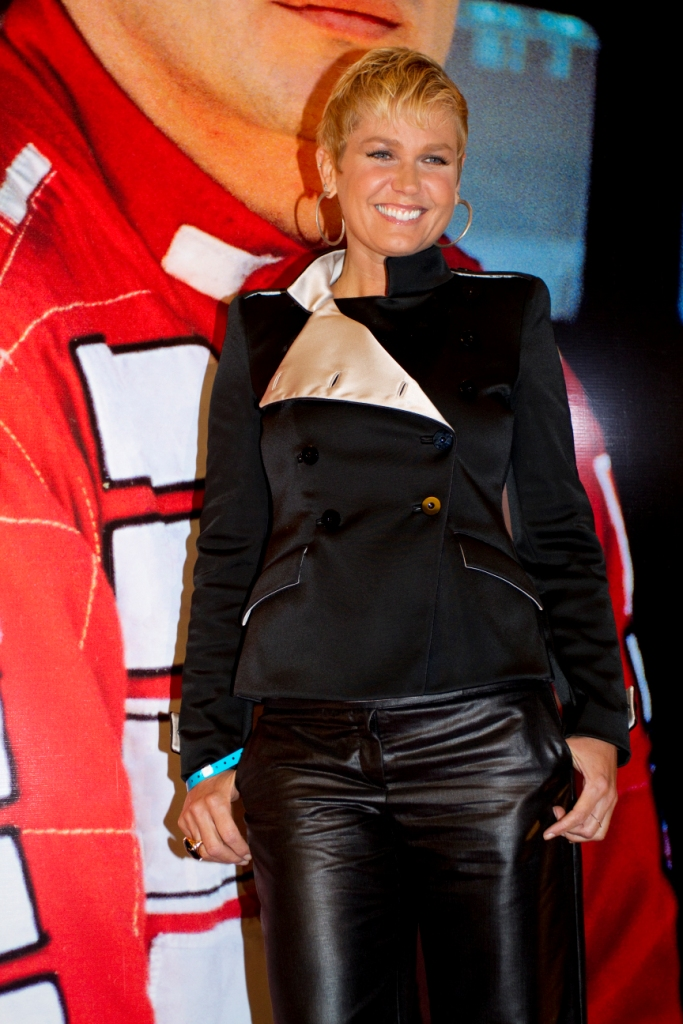
ظهرت المغنية ومستضيفة برامج الأطفال البرازيلية شوشا بشكل ساخر في الحلقة باسم شخصية شوشيلتا

بينما يشاهد هومر سيمبسون وبارت سيمبسون حلقةً تلفزيونية من إتشي وسكراتشي، جاءت مارج سيمبسون وأخبرتهما بأن شركة الهاتف قد فوترت 400 دولار للأسرة بسبب مكالمات هاتفية إلى البرازيل. قرر هومر ومارج الذهاب للشركة، ليخبروها بأنه تم خطأً فوترة المبلغ في حسابات الفاتورة. وقابلا ليندسي نيغل مسؤولة خدمة العملاء، والتي قطعت خط الهاتف الخاص بهم بعد أن رفض هومر أن يدفع ثمن الفاتورة.
عندما علمت ليزا بأن العائلة لم تعد تتوفر على خط هاتفي منزلي، اعترفت بأنها فعلاً قامت بإجراء مكالمات هاتفية إلى البرازيل. وقالت إنها ترعى يتيماً يدعى رونالدو وعادةً ما تتلقى رسالة منه كل شهر. وانتابها قلق حول عدم ورود أي جديد عنه، فاضطرت إلى الاتصال بدار الأيتام التي تتكفل برونالدو لمعرفة أين ذهب لكنها اكتشفت اختفاءه. وعرضت على عائلتها شريطاً مسجلاً، ورد لها بعد أول تبرع له، حيث شكرها رونالدو وأعلن أنه بسبب المال، أمكن له شراء زوج من أحذية الرقص وباباً يسمح لدار الأيتام بالاحتماء من القردة حول خيرية دار الأيتام.
تفاعلت العائلة مع التسجل الذي عرضته ليزا، وقررت الذهاب إلى البرازيل لتحل لغز اختفاء رونالدو وتقصي الحقائق.
بعد وصول العائلة إلى ريو دي جانيرو، اكتشفت عائلة سمبسون بأنها يمكن أن تذهب أينما تريد إذا استقلت خط الكونغا. بعد الرقص في الفندق، اكتشفت بارت سلسلة للأطفال اسمها Teleboobies وانتقدتها مارج لدلالاتها الجنسية.
خرجت العائلة من الفندق للبحث عن رونالدو. في البداية، عبرت منطقة فافيلا إحدى المناطق المهمشة والأحياء الفقيرة في ريو دي جانيرو. قالت ليزا، بأن «الحكومة دهنتهم بألوان زاهية كي لا تصدم السياح». وعند وصولهم لدار أيتام رونالدو، قالت لهم الراهبة المكلفة برعاية الأيتام بأن رونالدو قد اختفى ولا أحد لديه أي فكرة إلى أين ذهب.
وفي وقت لاحق من نفس اليوم، أثناء تناول عائلة سيمبسون العشاء في المطعم، أخرجت ليزا خريطة للمدينة لتبرز الأماكن المفضلة لدى رونالدو لتتبعها، وقسّمت الخريطة إلى قسمين، كلفت هومر وبارت بالبحث في القسم الأول من الخريطة، بينما كلفت مارج بالقسم الثاني من الخريطة ورافقتها في مهمة بحثها.
بدأ الأولاد بحثهم على شاطئ كوباكابانا ثم بعد ذلك في السوق، في حين ذهبت الفتيات لزيارة مدرسة سامبا. ورغم هذه الخطة لتقفي الأثر في الأماكن المتوقعة للعثور على رونالدو، لم يتمكن الفريقان في المهمة المنوطة بهم من العثور على رونالدو. وأثناء لذهاب إلى المكان الأخير في المهمة الذي ينبغي زيارته وتفقده، استقل هومر وبارت سيارة أجرة غير مرخصة، وتم اختطافهم من قبل السائق. إلا أن بارت تمكنت من الفرار وحذرت بقية أفراد الأسرة بجريمة الاختطاف التي تعرضا لها.
احتجز الخاطف وشريكه هومر ونقلاه إلى غابات الأمازون المطيرة. وأجبراه على استدعاء مارج، وطلبا ما قدره 50,000 دولار لتحريره. لكن العائلة لا تملك ما يكفي من المال، وذهبت بحثاً عن هومر. وفي الوقت نفسه، ظهر كرنفال ينعش شوارع ريو دي جانيرو تشارك فيه شخصيات Teleboobies. في هذا الوقت اكتشفت ليزا أن رونالدو مستتر في ملابس نحام وردي، ويشارك في العرض بفضل أحذية الرقص التي اشتراها بالمال الذي أرسلته له. وقال رونالدو لليزا بأنه توقف عن الكتابة لأنه لا يعرف في أي ولاية تقع سبرينغفيلد حيث تعيش ليزا مع عائلتها.
وفي وقت لاحق، عندما علم رونالدو بأمر حادثة الاختطاف، أعطى رونالدو عائلة سيمبسون الأموال اللازمة لتحرير هومر، الذي فاز في العرض. وفي الوقت نفسه، أظهر هومر لمختطفيه ألبوماً تذكارياً للاختطافات: فهو يعاني من متلازمة ستوكهولم. والتقت الأسرة بالخاطفين أخيراً في بائو دي أكوكار، في قطارين معلقين (تلفريك) منفصلين. أعطت عائلة سيمبسون الفدية للخاطفين وقفز هومر نحو تلفريك عائلته ولكن الكابلات قد انقطعت، وأرسلت الأسرة إلى سفح الجبل. لم تصب العائلة بأذى، إلا أن بارت ابتلع من أناكوندا. وانتهت الحلقة برقص بارت داخل الثعبان على إيقاع كونغا الكرنفال في مشهد ونهاية كوميدية بامتياز.

## السياق

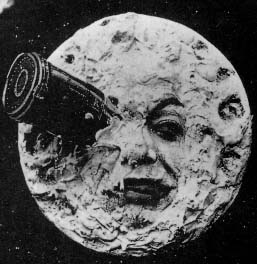
تشير الحلقة لفيلم عام 1902 رحلة إلى القمر.

كتب «مغامرات في البرازيل» بوب بندتسون وقام بإخراجها ستيفن دين مور كجزء من الموسم الثالث عشر (2001-2002) للسلسلة. في المشاهد التي جرت أحداثها في البرازيل، استند رسامو الرسوم المتحركة في عملهم على صور فوتوغرافية التقطت من قبل أحد أعضاء فريق العمل الذي قام بزيارة البلاد في وقت سابق. الحلقة ليست الأولى التي تسافر فيها عائلة السيمبسون إلى الخارج خلال هذه السلسلة، فقد زارت أستراليا، كندا، فرنسا، إسرائيل، اليابان والمملكة المتحدة. وأشير لرحلتهم إلى البرازيل في الموسم الثامن عشر في حلقة الزوجة المائية (2007): حيث تقوم العائلة برحلة لجزيرة تدعى بارنكل باي ويكتشفون بأن الجزيرة دُمرت بسبب الصيد المفرط. في هذه الحلقة قالت ليزا لبارت: «هذا المكان الأكثر إثارة للاشمئزاز من بين الأماكن التي ذهبنا إليها على الإطلاق» يسأل بارت: «ماذا عن البرازيل؟». واستدركت ليزا عبارتها «بعد البرازيل» · .
كانت هناك إشارات إلى الثقافة الشعبية البرازيلية في الحلقة، ففي العنوان الأصلي، Blame It on Lisa، هي إشارة تحيل على الفيلم الشهير Blame It on Rio (عام 1984)، والذي دارت أحداثه أيضاً في البرازيل. أثناء سير هومر وبارت على شاطيء كوباكابانا، سمعا مقطوعة أكواريلا دو برازيل، والمعروفة تحت اسم Brazil.
إصدار سلسلة Teleboobies هي محاكاة ساخرة لبرنامج الأطفال الذي تقدمه المغنية والممثلة البرازيلية شوشا وانتقاد في نفس الوقت، حيث عرف البرنامج عدة شكاوى بسبب الطريقة الاستفزازية للملابس التي ارتدتها الأخيرة في برنامج خاص بالأطفال والنشء  · . وأخيراً، فإن الفيلم الكرتوني إتشي وسكراتشي الذي شاهداه هومر وبارت في بداية الحلقة هو محاكاة ساخرة لفيلم رحلة إلى القمر لجورج ميلييس (1902). يلعب إتشي وسكراتشي الغولف عندما ضرب إتشي رأس سكراتشي بميجار وقذف برأسه إلى القمر. وفقاً للمنتج المنفذ آل جان، طلب فريق السلسلة من لاعب الغولف تايغر وودز بأن يقوم بالظهور كضيف شرف في الحلقة، لكن الأخير رفض الأمر.

## المشاهدات والآراء
في أول بث لها في الولايات المتحدة، حصلت مغامرات في البرازيل على درجة 6.3 على مقياس نيلسن وتابعها حوالي 11 مليون وحدة سكنية (نسمة). واحتلت الحلقة الترتيب 43 في نسبة المشاهدة في الأسبوع الممتد من 25 إلى 31 مارس من سنة 2002، على قدم المساواة مع حلقة جديدة من المسلسل الكوميدي جورج لوبيز وبرنامج 48 ساعة.
وعلاوة على ذلك، فقد صنف البرنامج من بين البرامج التلفازية الأعلى مشاهدةً على «شبكة فوكس التلفزيونية» في ذلك الأسبوع من تاريخ بث الحلقة. في 24 أغسطس 2010. أصدرت الحلقة على أقراص دي في دي وبلو راي مع الحلقات الأخرى من الموسم الثالث عشر. شارك ستيفن دين مور، آل جان، مات غرينينغ، مات سلمان، تيم لونغ، جون فرينك، دون باين، جويل كوهين، مات واربورتون وديفيد سيلفرمان في التعليق الصوتي على الحلقة.
عين بوب بندتسون في نقابة الكتاب للجوائز الأمريكية في فئة الرسوم المتحركة لدوره في الحلقة، لكنه خسر ضد كين كيلر، كاتب الحلقةٍ من الجزء الثالث لسلسلة فيوتشوراما · . كانت الانتقادات بخصوص حلقة "مغامرات في البرازيل تشاطر نسبياً نفس الفكرة مع كيسي برودواتر من موقع Blu-ray.com، الذي رأى أن الحلقة كأفضل حلقة في الموسم. لكن كولن جاكوبسون من موقع DVD Movie Guide's، اعتقد العكس من ذلك، بأن الحلقة ليست مضحكة بالمقارنة مع الحلقات الأخرى التي تنتقد الدول. وأضاف أن الحلقة «أثارت الضحك في بعض الأحيان مثلها مثل بقية حلقات (الموسم 13)، ويقول إنها ليست سيئة، ولكنها ليست بارزة أو عالية المستوى مقارنة مع بعض الحلقات الأخرى من السلسلة.» ·  قالت جنيفر مالكوسكي، من موقع DVD Verdict في تعليقها على الحلقة بأن اللقطة البارزة في الحلقة هي عندما قدم هومر الألبوم التذكاري للاختطافات، ومعاناته مع متلازمة ستوكهولم.

## ردود الفعل في البرازيل

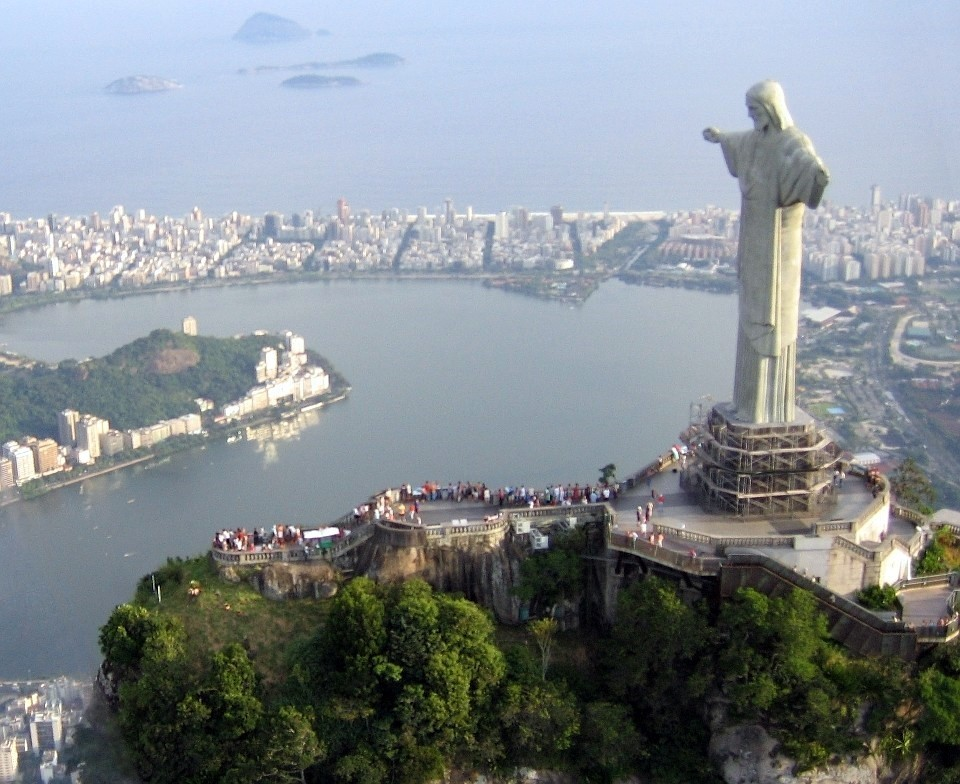
المجلس السياحي البرازيلي في ريو دي جانيرو خطط لمقاضاة شبكة فوكس للإضرار بصورة ريو دي جانيرو في الحلقة.

استقبلت حلقة مغامرات في البرازيل سلباً في البرازيل بعد بثها في الولايات المتحدة · . وفقاً لصحيفة واشنطن بوست، فإن الحلقة أشعلت «ضجة إعلامية سريعة»، وعُورضت كذلك من قبل الصحافة المحلية والتلفزيون الوطني. مقال في هيوستن كرونيكل بتاريخ 8 أبريل 2002 بين أن البرازليين مستاؤون من وجود العديد من الكلام المبتذل والصور النمطية، مثل اللهجة الإسبانية للبرازليين وعادة ترك الشارب. ووفقا للصحيفة، فإن النقاد يلاحظون أيضا على الحلقة أنها مزجت خصوصيتهم الثقافية البرازيلية مع بلدان أخرى في أمريكا الجنوبية. ووضح أليكس بيلوس، مراسل الغارديان في البرازيل، بأن البرازيليين منزعجون من المغالطات العديدة الموجودة في الحلقة، مثل الكونغا وماكارينا التي اعتبرت رقصة شعبية برازيلية، في حين أن الكونغا رقصة كاريبية، وأن ماكارينا ليست رقصة برازيلية لكنها شائعة فقط.
في 6 أبريل 2002، جاء في وسائل الإعلام البرازيلية بأن ريوتور، مجلس السياحة في ريو دي جانيرو، ينوي أن يتابع محطة فوكس قضائياً بسبب تضرر الصورة الإعلامية الدولية للمدينة · . ووضح ريوتور أن الحلقة وصفت المدينة بأنها تأوي أعلى معدلات الجريمة والخطف والحيوانات الضارة، مثل الفئران والقردة الكثيرة، والبؤس المذقع، ممثلاً في الأحياء الفقيرة. ورأى أن الحلقة تثبط الأجانب من زيارة المدينة. في حين خلال السنوات الثلاث التي سبقت بث الحلقة في الولايات المتحدة، صرف المجلس 18 مليون دولار في حملة لجذب وتشجيع السياح لزيارة ريو دي جانيرو. وعبر مجلس السياحة البرازيلي أنه مقتنع بأن حملته دمرها عرض الحلقة السلبي إتجاه المدينة وما يحمله من مغالطات، ورأى أن الحملة مضيعة للمال. ولذلك، قدم المجلس دعوى قضائية تدعمها الحكومة البرازيلية، وأشار الرئيس فيرناندو أنريك كاردوسو إلى أن الحلقة ”جلبت رؤية مشوهة للواقع البرازيلي“.
وقال مارتن كايست، مراسل الإذاعة الوطنية العامة في أمريكا الجنوبية، في 9 أبريل 2002 أنه منذ الإعلان عن دعوى قضائية ضد فوكس، أعلن ممثلو ريوتور بواسطة محاميهم في الولايات المتحدة أنه سيكون من الصعب متابعة الحلقة قضائياً بسبب التعديل الأول لدستور الولايات المتحدة الأمريكية الذي يحمي المحاكاة الساخرة.
وفي خضم هذا الانتقاد البرازيلي على المستوى الإعلامي والمجتمع المدني قرر جيمس بروكس، المنتج المنفذ للسلسلة، تقديم اعتذاراته إلى مدينة ريو دي جانيرو، وما قد تسببه الحلقة التي هي في الأخير فنية ساخرة بالأساس، قائلاً «نستعطف المدينة الجميلة وسكان ريو دي جانيرو أن يقبلوا اعتذارنا. وإذا كان هذا لا يكفي، اقترح هومر سيمبسون تحدي رئيس البرازيل في برنامج ملاكمة المشاهير على فوكس» ·  ·  ·  · . وأعلن المتحدثون باسم فوكس للصحافة أنهم لم يتلقوا أبداً قدراً كبيراً من الانتقادات لحلقات أخرى ساخرة من الدول الأجنبية مثل هذه الحلقة كحلقة حلوين وزيارة عائلة سيمبسون للمغرب مثلا
قال للمنتج المنفذ آل جان في مقابلة أن «جميع الأماكن الأخرى أظهرت شعوراً وحسا فكاهيا جيدا. وقد جذبتنا البرازيل فجأة. » ·  في ديسمبر 2002 عندما بثت الحلقة أخيراً في البرازيل، ظهر في بداية الحلقة ملاحظة وإشارة تقول بأن فوكس غير مسؤولة عن رؤية المنتجين للحلقة.